# Guy Couach
 (novembre 2013).
Si vous disposez d'ouvrages ou d'articles de référence ou si vous connaissez des sites web de qualité traitant du thème abordé ici, merci de compléter l'article en donnant les références utiles à sa vérifiabilité et en les liant à la section « Notes et références ».
Guy Couach (29 septembre 1925 - 6 janvier 2014) est le fondateur en 1946 de la première société française qui fabrique des bateaux sur mesure à échelle industrielle (ARCOA). Il est aussi connu pour avoir créé en 1962 à Gujan-Mestras, sur le bassin d'Arcachon, l'entreprise Guy Couach, plus tard renommée Couach Yachts, une des plus grandes sociétés de fabrication de yachts de France.

## Biographie
Guy Couach est l'un des descendants d'Albert Couach, fondateur en 1897 de Moteurs Couach, une entreprise spécialisée dans la fabrication de moteurs destinés à la marine. Les jumeaux Robert et Louis Couach reprennent l'affaire en 1920. Celle-ci passe ensuite à une production industrielle avant que Guy Couach ne l'intègre en 1946. Il crée alors l'entreprise ARCOA, qui fabrique des bateaux en séries à l'échelle industrielle, une première mondiale. En 1948, il continue à innover en entreprenant la fabrication en série d’une pinasse de 10,50 m. Elle sera produite à plus de 400 exemplaires, dont 390 sont destinés à l'exportation, inaugurant l'ère du motonautisme en série.
En 1962, il crée le chantier Guy Couach, pour la fabrication de bateaux avec de nouveaux types de matériaux composites tels que la fibre de verre ou la résine époxy. En 1970, il fait construire le premier yacht au monde en aramat, un matériau composite à base de kevlar utilisé surtout pour la coque, conçu par Du Pont de Nemours à sa demande. En 1985, il lègue son entreprise à son fils Pierre Couach, qui la modernise. Il meurt en 2014 et est enterré au cimetière d'Arcachon.
Guy Couach décède le 6 janvier 2014 à La Teste-de-Buch l'âge de 88 ans.